# Damnation Alley
Damnation Alley (bra: Herança Nuclear) é um filme estadunidense de 1977, dos gêneros drama, suspense e ficção científica, dirigido por Jack Smight, com roteiro de  Alan Sharp e Lukas Heller baseado no romance homônimo de Roger Zelazny e trilha sonora de Jerry Goldsmith.

## Enredo
Cinco sobreviventes da guerra nuclear que destruiu o mundo partem em uma viagem pelo território americano em busca de sobreviventes.

## Elenco
- Jan-Michael Vincent.......Tanner
- George Peppard.......Maj. Eugene Denton
- Dominique Sanda.......Janice
- Paul Winfield.......Keegan
- Jackie Earle Haley.......Billy
- Kip Niven.......Tenenete Tom Perry
- Robert Donner.......Guarda
- Mark L. Taylor.......Haskins
- Bob Hackman.......Coronel
- Marcia Holley.......Gloria
- Seamon Glass.......Homem da montanha
- Trent Dolan.......Técnico
- Terence Locke.......Policial
- Murray Hamilton.......General Landers